# کارتاخنا دل چایرا
کارتاخنا دل چایرا (به اسپانیایی: Cartagena del Chairá) یک سکونتگاه مسکونی در کلمبیا است که در بخش کاکئتا واقع شده‌است.